# 石门镇 (旬阳市)
石门镇，是中华人民共和国陕西省安康市旬阳市下辖的一个行政建制镇。2011年，陕西省人民政府调整全省乡镇，以石门乡为石门镇。

## 行政区划
石门镇下辖以下地区：
谌家院村、秧田坝村、曹家沟村、薛家庄村、白庙村、青蛇沟村、傅家庄村、石门村、崔家堡村、王家坪村、楼房河村和木瓜村。